# فین استروبو
فین استروبو (دانمارکی: Finn Sterobo؛ زادهٔ ۱۷ دسامبر ۱۹۳۳) بازیکن فوتبال اهل دانمارک است.
از باشگاه‌هایی که در آن بازی کرده‌است می‌توان به باشگاه فوتبال ادنسه اشاره کرد.
وی همچنین در تیم ملی فوتبال دانمارک بازی کرده‌است.